# Muhamed Mujić
Muhamed Mujić (Mostar, 25 de abril de 1933-ibídem, 20 de febrero de 2016) fue un entrenador y jugador de fútbol bosnio que jugaba en la demarcación de delantero.

## Selección nacional
Jugó un total de 32 partidos con la selección de fútbol de Yugoslavia. Debutó el 29 de abril de 1956 en un partido de la Copa Internacional de Europa Central contra Hungría que finalizó con un resultado de empate a dos. También disputó los Juegos Olímpicos de Melbourne 1956, donde llegó a marcar una tripleta en un partido debut en los juegos, consiguiendo tras las fases del torneo la medalla de plata al perder en la final contra la Unión Soviética por 1-0. También formó parte del combinado Yugoslavo que disputó la Eurocopa 1960, aunque no llegó a jugar ningún partido. También jugó un partido de la Copa Mundial de fútbol de 1962, contra la Unión Soviética, coincidiendo además con el último encuentro que disputó para la selección. En el partido contra la URSS, hizo una entrada llena de salvajismo al futbolista soviético Eduard Dubinski, provocando su expulsión por parte de sus propios compañeros. Lastimosamente, 7 años después de esto y luego de sufrir la amputación de una pierna, Dubinski sufrió un sarcoma y murió a la edad de 34 años.

### Participaciones en competiciones internacionales
| Competición                    | Sede      | Resultado   | Partidos | Goles |
| ------------------------------ | --------- | ----------- | -------- | ----- |
| Juegos Olímpicos de 1956       | Australia | Finalista   | 3        | 3     |
| Eurocopa 1960                  | Francia   | Finalista   | 0        | 0     |
| Copa Mundial de Fútbol de 1962 | Chile     | Semifinales | 1        | 0     |

## Clubes

### Como futbolista
| Club                     | País                 | Año         | Partidos | Goles |
| ------------------------ | -------------------- | ----------- | -------- | ----- |
| FK Velež Mostar          | Bosnia y Herzegovina | 1950 - 1962 | 341      | 104   |
| FC Girondins de Bordeaux | Francia              | 1962 - 1963 | 18       | 3     |
| GNK Dinamo Zagreb        | Croacia              | 1963 - 1964 | 23       | 7     |
| FK Velež Mostar          | Bosnia y Herzegovina | 1964 - 1966 | 47       | 11    |
| K Beringen FC            | Bélgica              | 1966        | 3        | 1     |
| FK Velež Mostar          | Bosnia y Herzegovina | 1966 - 1968 | 24       | 7     |

### Como entrenador
| Club            | País                 | Año         |
| --------------- | -------------------- | ----------- |
| FK Velež Mostar | Bosnia y Herzegovina | 1976 - 1977 |
| FK Velež Mostar | Bosnia y Herzegovina | 1982 - 1983 |